# Lago de Villeneuve de la Raho

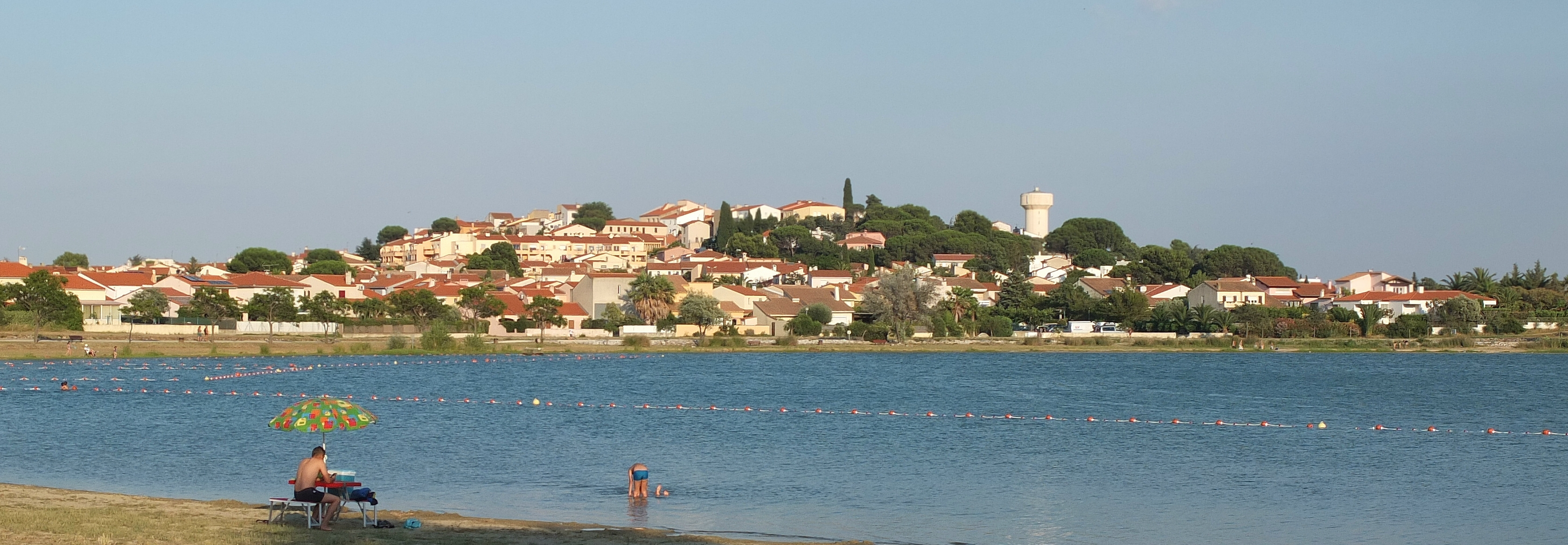
El lago

El lago de Villeneuve de la Raho es una represa ubicada sobre terrenos bajos en las cercanías de Villeneuve de la Raho y a 6 km de Perpiñán, en el departamento de Pirineos Orientales, en Francia.
El dique que forma el lago se construyó para captar los excedentes pluviales de la zona y utilizarlos tanto para riego de cultivos como para usarlo como lugar de recreación.
- Datos: Q5968923